# Геолошки компас
Геолошки компас је основни инструмент у геолошким истраживањима, помоћу кога се могу мерити елементи пада елемената склопа, али и вршити нека једноставна геодетска мерења.
Постоје различити типови геолошких компаса, од којих су неки посебно конструисани за геолошка истраживања и као такви су чести у употреби. Од класичног („географског“) компаса, геолошки се разликују по конструкцији. Са геолошким компасом се могу директно очитавати углови у хоризонталној и вертикалној равни (азимути и падни углови геолошких структура — линеарних и планарних) док се на класичним компасима очитавају само азимути.
Директно очитавање азимута постигнуто је или променом смера раста азимута на бројчанику компаса, или (ређе) обртањем целог азимутног бројчаника око осовине.
У употреби су, најчешће, два типа геолошког компаса - тип Брунтон и тип Клар.